# Pouteria bilocularis
Pouteria bilocularis är en tvåhjärtbladig växtart som först beskrevs av Hubert J.P. Winkler, och fick sitt nu gällande namn av Charles Baehni. Pouteria bilocularis ingår i släktet Pouteria och familjen Sapotaceae. Inga underarter finns listade i Catalogue of Life.